# Ottomotor

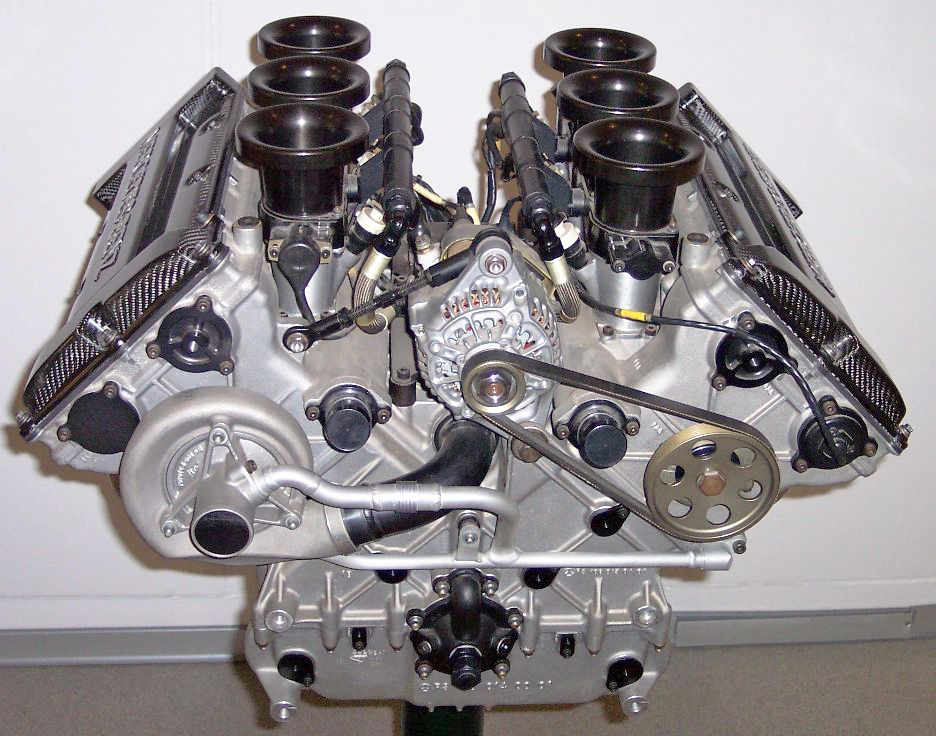
Ottomotor

Ottomotor (efter Nicolaus Otto) är en förbränningsmotor av kolvtyp där den brännbara gasblandningen antänds av en elektrisk gnista som kommer från tändstift. Ottomotorer används traditionellt i bilar och propellerdrivna flygplan samt som mindre motorer i till exempel gräsklippare, mopeder, motorcyklar och utombordsmotorer för båtar. Bränslet har traditionellt varit bensin men på senare tid även etanol och andra förnybara bränslen. 
En ottomotor har en verkningsgrad på cirka 30-45 procent vid maximal belastning. Vid låg belastning är verkningsgraden lägre, eftersom motorns effekt regleras via strypning av insugningen. Verkningsgraden beror bland annat på kompressionsförhållandet, strömningsförluster, friktionsförluster, tändläge och ventiltider. Turbomotorer tar tillvara avgasenergi för drivning av turbindrivet överladdningssystem för högre motoreffekt, och har därigenom en något högre verkningsgrad.
Ottos patent beskriver en fyrtaktsmotor, begreppet ottomotorn brukar idag avse både tvåtaktsmotorer och fyrtaktsmotorer som arbetar enligt ottoprincipen.

## Ottomotorns arbetssätt
De fyra takterna kallas gemensamt för ottocykeln.
- 1. Insugningsventil öppnas
- 2. Kompression börjar
- 3. Tändstift antänder
- 4. Utblåsningsventil öppnas

Den termodynamiska verkningsgraden för en ottomotor är teoretiskt beroende av kompressionsförhållandet samt kvoten cp/cv.

## Andra benämningar
På senare tid har benämningen ottomotor till del ersatts av benämningen tändstiftsmotor, som gäller alla kolvmotorer med elektrisk tändning med hjälp av tändstift. Ofta i vardagligt tal "bensinmotor".
En variant av ottomotorer är gasmotorer. De kan dels drivas med gasol eller med metangas, som kan ha olika ursprung; Biogas- och naturgasbaserad metangas. Större gasmotorer som sitter i bland annat bussar, arbetsmaskiner, gasdrivna elaggregat, vissa specialfartyg med mera, har en magrare bränsle-luft-blandning, så kallad lean-burn. De har därför en högre verkningsgrad på snarare 35 till 40 procent enligt till exempel Volvo. Gasmotorer är så pass annorlunda, att de kanske skulle få vara en egen kategori, även om de är ett slags ottomotorer.
Bensinmotorer i svenska nytillverkade personbilar har sedan 1989 varit utrustade med katalysator vilket till 95% eliminerar miljöfarliga avgaser. Det som återstår är CO2 och H2O (vattenånga, vilket den synliga röken består av). Trots att vi själva utandas CO2 har vi på senare tid funnit att man kan få för mycket av det goda och att ett överskott av CO2 i atmosfären kan påverka klimatförändringar. Detta och allt hårdare avgaskrav har drivit fram allt mer avancerad insprutning och sofistikerad avgasrening. Personbilar är i hög grad en privat produkt på en marknad med stenhård konkurrens vilket driver utveckling ännu mer, jämfört med t.ex tunga fordon som lastbilar och bussar.